# Grigorij Pereljman
Grigorij Pereljman (rus. Григо́рий Я́ковлевич Перельма́н; Sankt Petersburg, 13. lipnja 1966.) ruski je matematičar. Doprinio je razvoju Riemannove geometrije i geometrijske topologije. Dokazao je Cheeger-Gromoll konjekturu i dokazao i potvrdio 2006. Terstonovu geometrizacijsku pretpostavku. Ovo je posljedično riješeno potvrdnom Poincaréovom pretpostavkom.
U kolovozu 2006. godine, Pereljmanu je ponuđena Fieldsova medalja za „njegov doprinos geometriji i revolucionarni uvid u analitičku i geometrijsku strukturu Riccijevog toka“, ali je odbio nagradu, izjavivši: „Ne zanima me novac ili slava; ne želim da budem izložen poput životinje u zoološkom vrtu.“ Dana, 22. prosinca 2006. znanstveni časopis „Science” proglasio je Pereljmanov dokaz Poincaréove hipoteze kao znanstveni „Proboj godine“, što je prvo takvo priznanje u području matematike.
Objavljeno je, da je ispunio kriterij za dobivanje prve nagrade Clayove Milenijske nagrade 2010. godine za rješavanje Poincaréove hipoteze, ali odbio je nagradu od milijun dolara, rekavši da smatra da je odluka odbora Clayovog instituta nepravedna, jer njegov doprinos u rješavanju Poincaréove hipoteze nije bio veći od doprinosa Richarda S. Hamiltona, matematičara koji je bio pionir Riccijevog toka djelimično s ciljem rješavanja hipoteze. On je prethodno odbio prestižnu nagradu Europskog matematičkog društva 1996.